# Улрих II (Пфанберг)
Улрих II фон Пегау-Пфанберг (на немски: Ulrich II von Peggau-Pfannberg; на латински: „Comes de Phannenberch“; * пр. 1218; † 1249) е от 1237 г. първият граф (comes) на Пфанберг южно от Фронлайтен, съдия на Щирия и фогт на манастир Св. Паул в Санкт Паул им Лафантал.

## Биография
Той е син на свободния Леутолд I фон Пегау, северно от Грац в Щирия († 1212). Неговият прадядо Рудолф I фон Целтшах (Фризах)-Пегау († сл. 1138) е загубил графската си титла по неизвестни причини. Улрих II получава през 1237 г. отново графската титла за рода си.
Император Фридрих II му признава графската титла. По това време той вероятно е главен съдия на Щирия. През 1240 г. той е в свитата на херцог Фридрих II от Австрия и отново през юни/юли 1241 г. участва в победоносната битка против монголците.
Граф Улрих става фогт на манастир Св. Паул в Санкт Паул им Лафантал– вероятно чрез племенника му абат Леутолд (1248 – 1258). Замъците на Улрих бург Рабенщайн в Каринтия и Лошентал/Льошентал се намирарат близо до манастира. По-късните абати обаче не са в много добри отношения с Пфанбергите.
Улрих фон Пегау наследява през 1229 г. собственостите в Каринтия на нежения и бездетен си зет граф Бернхард I фон Лебенау. На 22 август 1249 г. Улрих фон Пегау е първият свидетел в документ като „Comes de Phannenberch“, за правно дело между Майнхард I от Горица и Фридрих фон Ортенбург.

## Фамилия
Улрих II фон Пегау се жени за дъщерята (* 1191) на граф Ото I фон Лебенау и втората му съпруга София фон Плайн, дъщеря на граф Луитполд фон Плайн. Улрих фон Пегау има децата:
- Катарина фон Пфанберг († 25 юли 1245), ∞ граф Улрих II фон Щернберг и Лаас († сл. 1269), син на граф Геро II фон Хоенбург († ок. 1220) и Елизабет фон Ортенбург († сл. 1240)
- София, ∞ Конрад I фон Санек († 1255)
- дъщеря, ∞ Марквард фон Цинцендорф
- три дъщери, монахини в женския манастир Адмонт
- Улрих III († пр. 1255)
- Зигфрид († сл. 1257)
- Бернхард († 22 октомври 1271), ∞ Агнес († 1268)[3]
- Хайнрих (* пр. 1241, † 24 юли 1282), ∞ Агнес фон Плайн-Хардег († сл. 10 април 1298), дъщеря на граф Конрад III фон Плайн-Хардег († 1260) и Еуфемия фон Ортенбург († 9 февруари сл. 1292)
- (?) Йохан фон Енстал († 1281), епископ на Кимзе (1274 – 1279), епископ на Гурк (1279 – 1281)
- (?) Герхард фон Енстал († 1284), абат на манастир Св. Паул (1258 – 1275), епископ на Лавант (1275 – 1284)